# Galeria Fundana
Galeria Fundana fue una emperatriz del Imperio romano, segunda esposa del emperador Aulo Vitelio.

## Vida
Galeria era hija de un ex-pretor. Fruto de su matrimonio con Vitelio nacieron dos hijos, un niño y una niña. Tácito, un historiador que escribe desfavorablemente acerca de Vitelio, afirma que Galeria era una mujer de «excepcional virtud» que «no tenía conocimiento de los excesos de su marido».
Su hijo, al que Vitelio concedió el título de Germánico a su ascenso al trono (69), fue asesinado cuando las tropas de Vespasiano entraron en la capital; Vitelio, su hermano, y este joven fallecieron víctimas de los disturbios que se produjeron. Galeria logró sobrevivir y pudo enterrar a su marido. Vespasiano concertó para su hija, Vitelia, un provechoso matrimonio.